# Булгакова, Варвара Петровна
Варва́ра Петро́вна Булга́кова (1899—1977) — русская и американская актриса, преподавательница сценического искусства. Жена актёра и режиссёра Л. Н. Булгакова.

## Биография
Варвара Булгакова играла в Московском Художественном театре с 1916 года. В 1919 году снялась в немом фильме «Поликушка», снятому по одноимённому рассказу Льва Толстого. В 1922 году выехала с группой Станиславского на гастроли в Европу, а оттуда на двухлетние гастроли в Америку. Осталась в США вместе с мужем, Львом Булгаковым.
После эмиграции играла главным образом в бродвейских театрах Нью-Йорка. В 1923 году сыграла Дуняшу в спектакле «Вишневый сад», который шёл на Бродвее. В 1929 году играла Нину в спектакле «Чайка» в нью-йоркском Театре комедии (постановка Льва Булгакова). Играла также в пьесах «На дне» (1923, 1930 — Настя), «Принцесса Турандот» (1926, заглавная роль) и других.
С 1950-х годов преподавала сценическое искусство в театральной школе и в Студии-школе драматического искусства Тамары Дейкархановой.